# Graham (Caroline du Nord)

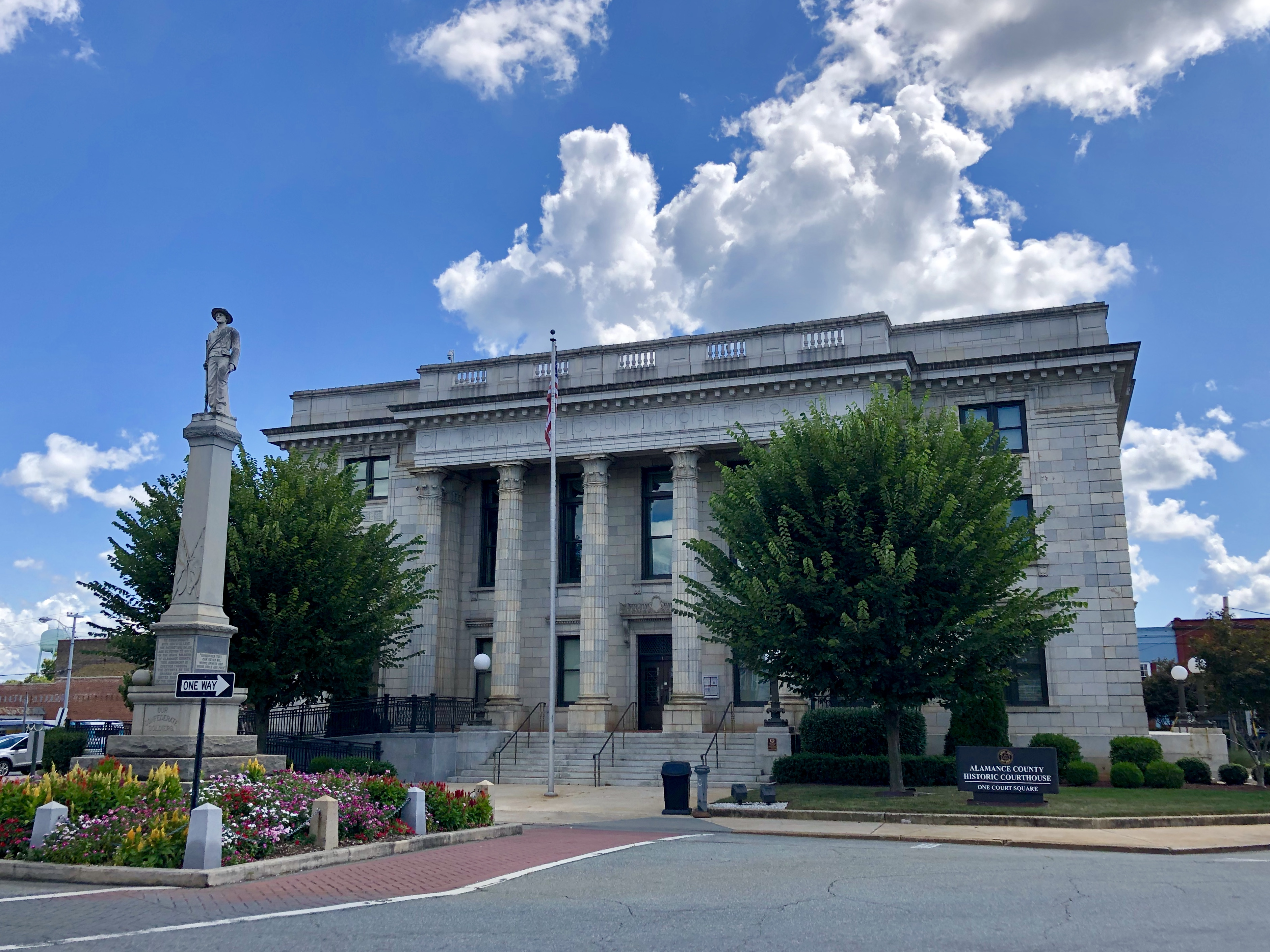
Palais de justice du comté d'Alamance et monument confédéré à Graham

Pour les articles homonymes, voir Graham.
La ville de Graham est le siège du comté d'Alamance, situé dans l’État de Caroline du Nord, aux États-Unis. Sa population s’élevait à 14 153 habitants lors du recensement de 2010, estimée à 14 707 habitants en 2016.

## Démographie
| 1870 | 1880 | 1890 | 1900  | 1910  | 1920  |
| ---- | ---- | ---- | ----- | ----- | ----- |
| 502  | 379  | 991  | 2 052 | 2 504 | 2 366 |

| 1930  | 1940  | 1950  | 1960  | 1970  | 1980  |
| ----- | ----- | ----- | ----- | ----- | ----- |
| 2 972 | 4 339 | 5 026 | 7 723 | 8 172 | 8 674 |

| 1990   | 2000   | 2010   | - | - | - |
| ------ | ------ | ------ | - | - | - |
| 10 426 | 12 833 | 14 153 | - | - | - |

## Source
- (en) Cet article est partiellement ou en totalité issu de l’article de Wikipédia en anglais intitulé « Graham, North Carolina » (voir la liste des auteurs).

1. ↑  (en) « Statistiques des États-Unis - Caroline du Nord - Profils des communautés de 2010 » (consulté en novembre 2020)